# Mohamed Abarhoun
Mohamed Abarhoun (arab. محمد أبرهون, ur. 3 maja 1989 w Tetuanie, zm. 2 grudnia 2020) – marokański piłkarz występujący na pozycji obrońcy, do 2020 roku zawodnik tureckiego klubu Çaykur Rizespor. W latach 2013–2015 reprezentant Maroka.

## Życiorys

### Kariera klubowa
W latach 2010–2017 był zawodnikiem Moghreb Tétouan z GNF 1, skąd w 2010–2011 wypożyczony był do Chabab Rif Al Hoceima. 30 czerwca 2017 podpisał dwuletni kontrakt z portugalskim klubem Moreirense FC z Primeira Liga.
20 stycznia 2019 podpisał umowę z tureckim zespołem Çaykur Rizespor z Süper Lig, kontrakt do czerwca 2020.

### Kariera reprezentacyjna
Jest finalistą Mistrzostw Narodów Afryki w wieku poniżej 23 lat. Brał udział w Letnich Igrzyskach Olimpijskich 2012. W reprezentacji Maroka zadebiutował 6 lipca 2013 na stadionie Stade Olympique de Sousse (Susa, Tunezja) w wygranym 1:0 meczu towarzyskim przeciwko Tunezji.

## Sukcesy

### Klubowe
Moghreb Tétouan
- Zwycięzca GNF 1: 2011/2012, 2013/2014[10]

## Śmierć
Zmarł na raka żołądka 2 grudnia 2020 roku.